# Bento Ribeiro
Bento Ribeiro ist ein nördlicher Stadtteil von Rio de Janeiro. 
Bei der Volkszählung 2010 wurden 43.707 Einwohner gezählt, die Häuseranzahl lag bei rund 16.500 auf rund 3 km² (303,78 Hektar).
Der Stadtteil ist benannt nach Bento Manuel Ribeiro Carneiro Monteiro, Bürgermeister von Rio de Janeiro (1910–1914).
Er verfügt über den Bahnhof Estação Prefeito Bento Ribeiro der Zuglinie Deodoro.

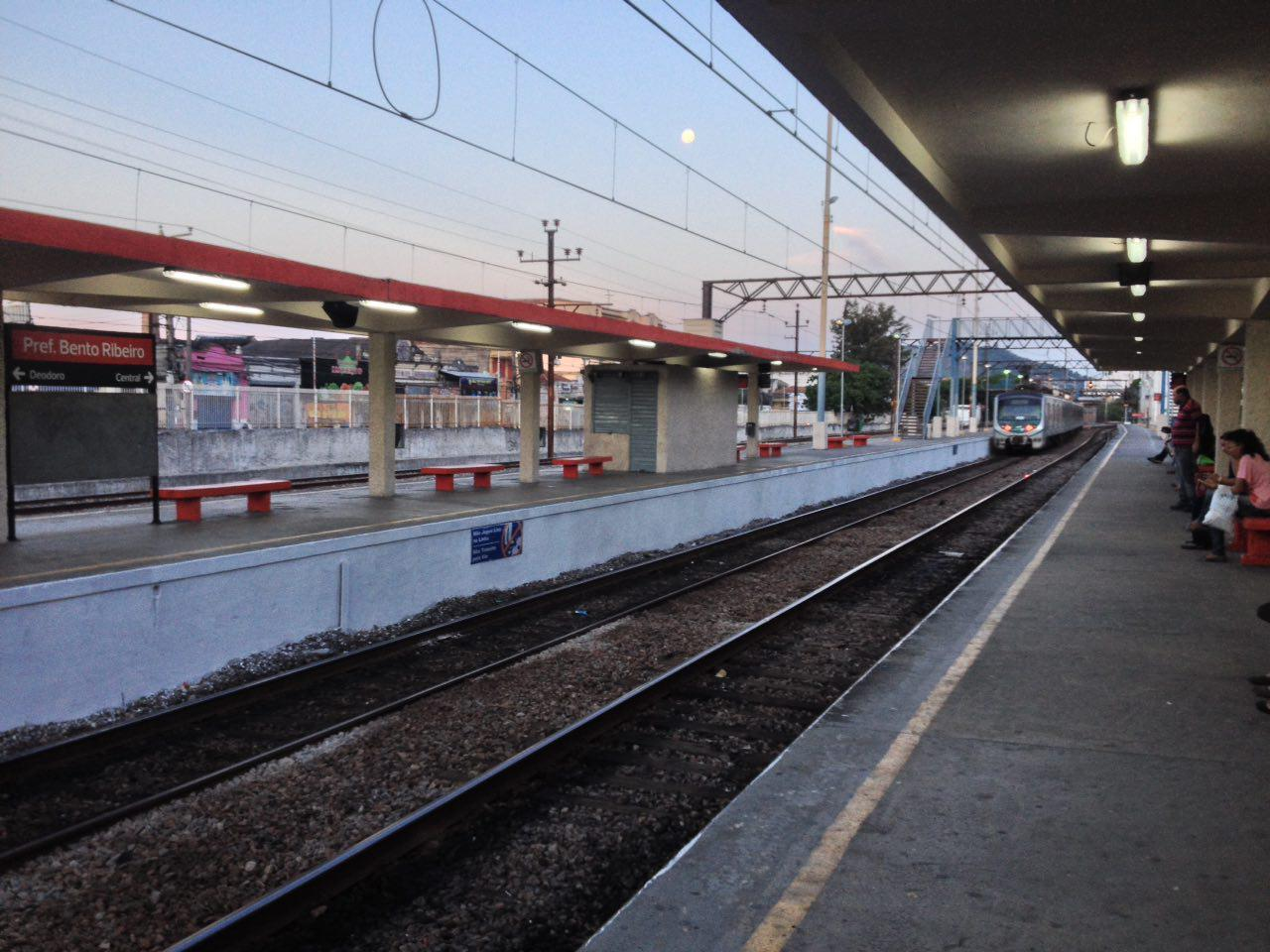
Bahnhof Prefeito Bento Ribeiro

In diesem Stadtteil wurden die Fußballspieler Ronaldo und Adriano geboren. Außerdem wuchs Xuxa, eine brasilianische Fernsehmoderatorin, Schauspielerin und Sängerin hier auf.

## Einzelnachweis
1. ↑  Zensus 2022, siurb.rio, abgerufen am 21. Juni 2024 (brasilianisches Portugiesisch).